# Irepodun/Ifelodun
Irepodun/Ifelodun è una delle sedici aree a governo locale (local government areas) in cui è suddiviso lo Stato di Ekiti, nella Repubblica Federale della Nigeria. Si estende su una superficie di 356 km² e conta una popolazione di 129.149 abitanti.